# Methylenová modř
Methylenová modř (CI 52015) je heterocyklická aromatická sloučenina se vzorcem C16H18N3SCl. Má široké použití zejména v oblasti biologie a chemie. Při pokojové teplotě se jedná o tmavě zelený prášek bez zápachu, který s vodou tvoří modrý až nafialovělý roztok. Hydratovaná forma má tři molekuly vody na molekulu methylenové modři (jde tedy o trihydrát). Methylenová modř se může někdy plést s jinými látkami, konkrétně s methylmodří (histologickým barvivem), novou methylenovou modří nebo s methylvioletí (používanou jako indikátor pH).
INN methylenové modři (pro použití v medicíně) je methylthioninium-chlorid.
Používá se jako antiparazitární léčivo ve studenovodní akvaristice a rybníkářství.